# Prostějovská hladová demonstrace

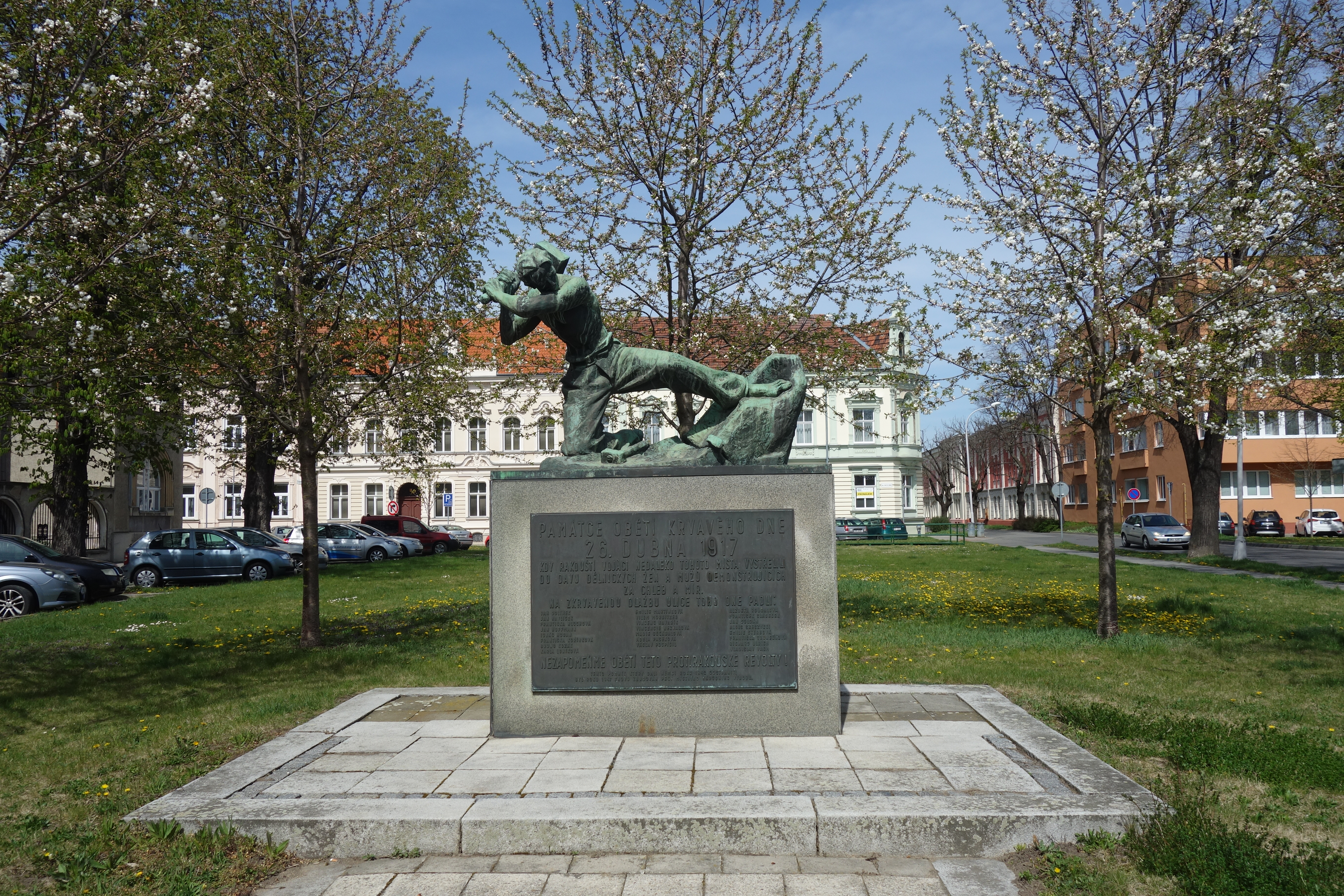
Památník události v Prostějově

Prostějovská hladová demonstrace (též známá jako Prostějovský masakr) se uskutečnila dne 25./26. dubna 1917, v předposledním roce první světové války. Jednalo se o jeden z početných protestů během vln stávek a násilností, které se přelévaly Rakousko-Uherskem (i Německem) v souvislosti s dlouhodobou vyčerpaností centrálních mocností z ozbrojeného konfliktu.
V Rakousko-Uhersku (a tedy i v českých zemích) panovaly již od začátku války ztížené podmínky z hlediska zásobování potravin. Stát se rozhodl za pomocí různých nástrojů (tzv. aprovizace, centralizace distribuce a plánování výroby potraviny, např. válečným obilním ústavem apod.) alespoň zmírňovat všeobecný problém s nedostatkem potravin a široce rozšířeným hladem. Během zimy 1916/1917 (tzv. tuřínové zimy v Německu, kdy panoval nedostatek brambor) však hlad zasáhl Rakousko obzvláště krutě. V zemi byl v provozu přídělový systém, výše přídělů pravidelně klesala. 
Přímým důvodem k vypuknutí spontánní demonstrace v Prostějově bylo právě snížení přídělů, k němuž se přidala fáma o výhledu dalšího snižování, a omezení dodávek uhlí. Protest začal mezi ženami, které pracovaly v místních továrnách (muži byli mobilizováni do armády) a během dne se shromáždilo na několik tisíc protestujících. Jejich počet se pohyboval mezi šesti až deseti tisíci. Demonstranti se vydali k budově okresního hejtmanství, kde požadovali zachování původní výše přídělů, což bylo politickými představiteli odmítnuto. Následně vypukly ve večerních a nočních hodinách násilnosti. Demonstranti vytloukali okna různých budov ve městě, např. Národního domu.
Obnovení pořádku měla zajistit armáda, jejíž jednotky v počtu dvou asistenčních rot byly povolány do města z Olomouce. V prostějovských továrnách byla mezitím vyhlášena stávka a lidé se začali srocovat opět na náměstí. Zasedala mimořádně rada města Prostějova, která chtěla situaci vyřešit. 
Protestující se pokoušeli zbraní z rukou vojáků zmocnit. Vojáci reagovali palbou. V přestřelce bylo zabito 23 osob, zraněno celkem 80. Okolo stovky účastníků protestu bylo následně zatčeno a uvězněno. 
Na náměstí, kde došlo ke střelbě, se nachází vila Františka Kováříka, v níž tehdy žil Edvard Valenta. Ten zmiňuje svůj zážitek z onoho dne v knize Život samé psaní (Vydavatelství Symposium Praha, 1970).
Událost připomíná památník v Prostějově, který je evidován jako kulturní památka České republiky.